# Zürichs spårväg
Zürichs spårväg är en del av stadsbilden i Zürich och invigdes så tidigt som 1896. Eftersom det inte finns någon tunnelbana så har spårvagnarna tillsammans med pendeltågen viktiga funktioner i kollektivtrafiksystemet. Nätet är på sammanlagt 113 km och har 15 linjer.

## Linjer
| Linje | Sträcka                                            |
| ----- | -------------------------------------------------- |
| 2     | Bahnhof Tiefenbrunnen – Farbhof                    |
| 3     | Albisrieden – Klusplatz                            |
| 4     | Bahnhof Tiefenbrunnen – Bahnhof Altstetten Nord    |
| 5     | (Laubegg –) Bahnhof Enge – Kirche Fluntern (– Zoo) |
| 6     | (Bahnhof Enge –) Hauptbahnhof – Zoo                |
| 7     | Wollishofen – Bahnhof Stettbach                    |
| 8     | Klusplatz – Hardturm                               |
| 9     | Hirzenbach – Heuried (– Triemli)                   |
| 10    | Hauptbahnhof – Zürich Flughafen, Fracht            |
| 11    | Rehalp – Auzelg                                    |
| 12    | Bahnhof Stettbach – Zürich Flughafen, Fracht       |
| 13    | Albisgütli – Frankental                            |
| 14    | Triemli – Seebach                                  |
| 15    | Bucheggplatz – Bahnhof Stadelhofen                 |
| 17    | (Albisgütli –) Hauptbahnhof – Werdhölzli           |

## Specialtrafik

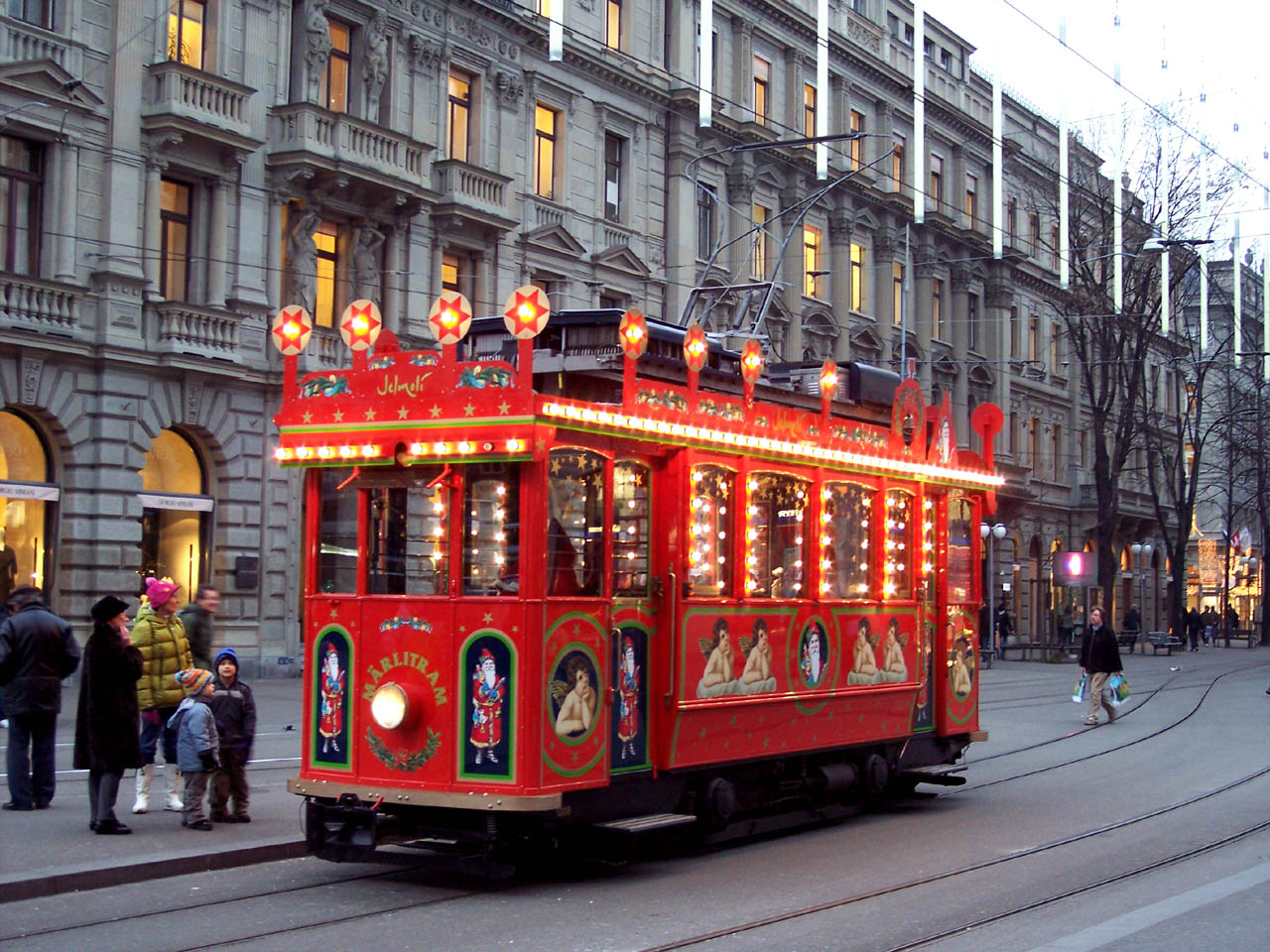
Märlitram på Paradeplatz.

Sagospårvagnen Märlitram är Zürichs äldsta spårvagn. Den byggdes år 1913 och har renoverats flera gånger. 
Sedan år 1958 kör Märlitram varje år en 25 minuter lång rundtur i Zürich vid juletid. Spårvagnen körs av jultomten och är bemannad med två änglar som läser julsagor för passagerarna. Endast barn som är mellan fyra och tio år gamla får åka med Märlitram, som varje år transporterar omkring 10 000 passagerare.